# Идафа
Ида́фа (араб. إضافة‎ «дополнение») — способ оформления несогласованного определения в арабском языке. Сам способ (т. н. status constructus) характерен для семитских языков вообще (в иврите идафе соответствует смихут), хотя его конкретная реализация может быть различной.

## Оформление идафы
Характерной особенностью status constructus является особая форма определяемого слова (т. н. сопряженное состояние). В арабском языке сопряженное состояние имён трёхпадежного склонения маркировано одновременным отсутствием как артикля аль, так и танвина. Сопряженная форма имен других типов склонения имеет некоторые особенности (так, имена двойственного числа с аффиксом ان и имена «целого» множественного числа с аффиксом ون теряют ن , а имена двухпадежного склонения, не имеющие танвина в неопрёделенном состоянии с окончанием дамма, становятся именами трёхпадежного склонения). Второй член идафы оформляется родительным падежом. Состояние (status) идафы в целом определяется состоянием второго её члена.
Оба члена идафы могут быть определены прилагательным или причастием, т. е. иметь при себе согласованное определение. Согласованное определение ко второму члену идафы следует за ним и согласуется с ним в роде, числе и состоянии. Согласование происходит и в падеже, который всегда будет родительным (напр.: قسمُ ٱللغةِ ٱلعربيةِ «отделение арабского языка»). Согласованное определение, относящееся к первому члену идафы, выносится в конец словосочетания (напр.: طلابُ ٱلجامعةِ ٱلمجتهدون «прилежные студенты университета»).

## Виды простой идафы
Несогласованное определение, оформленное как идафа, может выражать различные типы отношений. Выделяют четыре основных:
1. идафа принадлежности (الإضافة اللامية) — между сопряженными именами можно поставить предлог ل 
 كتابُ المدرس «книга учителя»;
2. разъяснительная идафа (الإضافة البيانية) — между сопряженными именами можно поставить предлог من 
 بابُ الخشب «деревянная дверь» (досл.: «дверь из дерева»);
3. идафа обстоятельства места и времени (الإضافة الظرفية) — между сопряженными именами можно поставить предлог في 
 سفرُ الليل «ночное путешествие» (досл.: «путешествие в ночи»);
4. уподобительная идафа (الإضافة التشبيهية) — между сопряженными именами можно поставить предлог ك 
 لؤلؤُ الدمع «жемчужная слеза» (досл.: «слеза, как жемчужина»).

## Многочленная идафа
Возможно построение идафной цепочки, в которой каждый последующий член идафы, начиная со второго, выполняет функцию несогласованного определения к предшествующему слову. Наиболее распространена трёхчленная идафа (напр.: عاملُ مصنعِ ٱلسياراتِ «рабочий автомобильного завода»), хотя потенциально количество членов идафы может быть больше. Теоретически каждый член идафной цепочки может иметь при себе согласованное определение (прилагательное, причастие) или указательное местоимение, хотя на практике такие распространенные идафные сочетания с полным набором согласованных определений встречается редко (напр.: طلابُ جامعةِ موسكو ٱلمجتهدونَ هؤلاء «Эти прилежные студенты Московского университета»).